# Pohár mistrů evropských zemí 1956/1957
Sezóna 1956/57 byla druhým ročníkem Poháru mistrů evropských zemí. Jejím vítězem se stal španělský klub Real Madrid, který tak obhájil titul z minulého ročníku.

## Předkolo
| Domácí v 1. zápase    | Celkem | Hosté v 1. zápase | 1. zápas | 2. zápas |
| --------------------- | ------ | ----------------- | -------- | -------- |
| Borussia Dortmund     | 5–51   | Spora Lucemburk   | 4–3      | 1–2      |
| FC Dinamo București   | 4–3    | Galatasaray       | 3–1      | 1–2      |
| Slovan UNV Bratislava | 4–2    | CWKS Varšava      | 4–0      | 0–2      |
| Anderlecht            | 0–12   | Manchester United | 0–2      | 0–10     |
| Aarhus GF             | 2–6    | Nice              | 1–1      | 1–5      |
| FC Porto              | 3–5    | Athletic Bilbao   | 1–2      | 2–3      |

1 Borussia Dortmund porazila v rozhodujícím zápase na neutrální půdě Sporu Lucemburk 7–0 a postoupila do první fáze.

## První fáze
| Domácí v 1. zápase    | Celkem | Hosté v 1. zápase      | 1. zápas | 2. zápas |
| --------------------- | ------ | ---------------------- | -------- | -------- |
| Manchester United     | 3–2    | Borussia Dortmund      | 3–2      | 0–0      |
| CDNA Sofia            | 10–4   | FC Dinamo București    | 8–1      | 2–3      |
| Rangers               | 3–31   | Nice                   | 2–1      | 1–2      |
| Slovan UNV Bratislava | 1–2    | Grasshopper            | 1–0      | 0–2      |
| Real Madrid           | 5–52   | Rapid Vídeň            | 4–2      | 1–3      |
| Roda JC Kerkrade      | 3–6    | Crvena zvezda Bělehrad | 3–4      | 0–2      |
| Fiorentina            | 2–1    | Norrköping             | 1–1      | 1–0      |
| Athletic Bilbao       | 6–5    | Budapest Honvéd FC     | 3–2      | 3–33     |

1 Nice porazilo Rangers 3–1 v rozhodujícím zápase na neutrální půdě.
2 Real Madrid porazil Rapid Vídeň 2–0 v rozhodujícím zápase na neutrální půdě.
3 Odveta hrána na stadionu Heysel Stadium v Bruselu.

## Čtvrtfinále
| Domácí v 1. zápase     | Celkem | Hosté v 1. zápase | 1. zápas | 2. zápas |
| ---------------------- | ------ | ----------------- | -------- | -------- |
| Athletic Bilbao        | 5–6    | Manchester United | 5–3      | 0–3      |
| Fiorentina             | 5–3    | Grasshopper       | 3–1      | 2–2      |
| Real Madrid            | 6–2    | Nice              | 3–0      | 3–2      |
| Crvena zvezda Bělehrad | 4–3    | CDNA Sofia        | 3–1      | 1–2      |

## Semifinále
| Domácí v 1. zápase     | Celkem | Hosté v 1. zápase | 1. zápas | 2. zápas |
| ---------------------- | ------ | ----------------- | -------- | -------- |
| Crvena zvezda Bělehrad | 0–1    | Fiorentina        | 0–1      | 0–0      |
| Real Madrid            | 5–3    | Manchester United | 3–1      | 2–2      |

## Finále
| 30. května 1957                                   |        |            |                                                                                  |
| Real Madrid                                       | 2 – 0  | Fiorentina | Santiago Bernabéu Stadium, Madrid diváci: 124 000 rozhodčí: Leopold Sylvain Horn |
| Alfredo Di Stéfano 69' (pen.) Francisco Gento 75' | Report |            | Santiago Bernabéu Stadium, Madrid diváci: 124 000 rozhodčí: Leopold Sylvain Horn |

## Vítěz
| Pohár mistrů evropských zemí 1956/57 Real Madrid (2. titul) Juan Alonso, Manuel Torres, Marquitos, Rafael Lesmes, Miguel Muñoz , José María Zárraga, Raymond Kopa, Enrique Mateos, Alfredo Di Stéfano, Héctor Rial, Francisco Gento Trener: José Villalonga |